# Zorka
Zorka je  žensko osebno ime.

## Izvor imena
Ime Zorka je različica ženskega osebnega imena Zora.

## Pogostost imena
Po podatkih Statističnega urada Republike Slovenije je bilo na dan 31. decembra 2007 v Sloveniji število ženskih oseb z imenom Zorka: 627.